# Chaudhry Saeed Iqbal
Chaudhry Saeed Iqbal (Faisalabad, 30 de octubre de 1966 - Ibidem, 12 de diciembre de 2022) fue un político paquistaní que se desempeñó como miembro de la Asamblea Nacional de Pakistán de 2008 a 2013.

## Biografía
Nació el 30 de octubre de 1966 en Faisalabad, Punyab. Fue elegido miembro de la Asamblea Nacional de Pakistán por el distrito electoral NA-81 (Faisalabad-VII) como candidato del Partido del Pueblo Pakistaní (PPP) en las elecciones generales de Pakistán de 2008. Recibió 65.322 votos y derrotó a su oponente Nisar Ahmad Jutt.
Se postuló para el escaño de la Asamblea Nacional por el distrito electoral NA-81 (Faisalabad-VII) como candidato del PPP en las elecciones generales de Pakistán de 2013, pero no tuvo éxito. Recibió 40.199 votos y perdió el escaño ante Nisar Ahmad Jutt.
Falleció a causa de un paro cardiorrespiratorio en Faisalabad el 12 de diciembre de 2022, a la edad de 56 años.